# 人間じゃろうが!/さよならの唄…。
『人間じゃろうが!/さよならの唄…。』（にんげんじゃろうが/さよならのうた）は、日本の歌手清木場俊介の3枚目のシングルである。2006年3月29日発売。発売元はrhythm zone。

## 概要
前作「さよなら愛しい人よ…」から約7か月ぶりのリリースで、EXILE脱退日に発売されたシングル。清木場のソロ名義では初の両A面シングルかつノンタイアップのシングル作品でもある。
ジャケットが異なる【CD＋DVD】と【CD】の2形態で発売された。DVDには2005年に行われた「SETSTOCK '05」のライブ映像を収録。
シングルは、初動売上2.9万枚で、2006年4月10日付のオリコン週間シングルランキングで最高位3位を記録した。

## 収録曲
全曲 編曲：高橋圭一
1. 人間じゃろうが!(7:34)
（作詞：清木場俊介、作曲：川根来音）
メッセージ性のあるフォークロックの楽曲。清木場のライブにおいて演奏回数の多い楽曲である。
2. さよならの唄…。(4:44)
（作詞・作曲：清木場俊介）
本作に収録の音源は、アルバム未収録となっている。

## 収録アルバム
人間じゃろうが!
- 清木場俊介 LIVE "祭"
- IMAGE
- 清木場祭2007
- 清木場俊介 SONGS 2005-2008

さよならの唄…。
- 清木場俊介 LIVE "祭"